# Tiziano Panconi
Tiziano Panconi (Pescia, 2 settembre 1969) è uno storico dell'arte italiano, esperto della pittura italiana dell'800, in particolare dei Macchiaioli e Giovanni Boldini sul quale ha scritto due libri e curato sei mostre e i relativi cataloghi.
Laureato in lettere, indirizzo storico artistico, è attivo sia come ricercatore di archivio che come attribuzionista, si deve a lui la riscoperta de L’incontro di Dante e Beatrice di Vito D'Ancona e la corrispondenza segreta tra Plinio Nomellini e il gerarca fascista Lelio Ricci

## Biografia
Nasce in una famiglia di antiquari e collezionisti. Cresciuto in questo particolare clima culturale fin dall’adolescenza coltiva la passione per la pittura, tenendo, a 23 anni, una mostra personale alla galleria Mentana di Firenze, dal titolo "La geometricità fluttuante"; evento testimonial della campagna di Greenpeace contro la caccia alle balene in Norvegia.
Si forma con l’artista Massimo Biagi e poi con Raffaele Monti. Fondamentale l’incontro con Mario Murari - erede di Giovanni Boldini e della moglie Emilia Cardona - il quale nel 1997 gli affida l’incarico di redigere il catalogo generale delle opere dipinte da Boldini, poi pubblicato nel 2002.
Attualmente i suoi ambiti professionali includono gli studi storico-critici, la ricerca d'archivio, le scienze della comunicazione applicate alla promozione del patrimonio culturale, la curatela di mostre culturali, la consulenza scientifica per gli accertamenti attributivi e per gli investimenti finanziari nel mercato dell’arte.
Nel 1995 organizza la Mostra nazionale dei pittori italiani del XIX secolo a Palazzo Arnolfini, a Lucca.
Nei primi anni 2000 scopre l'opera: L’incontro di Dante e Beatrice di Vito D'Ancona. Una delle più importanti tele del pittore era conosciuta soltanto attraverso una pubblicazione del 1861, quando fu esposta dall’artista alla Promotrice fiorentina, da allora dispersa girava sul mercato antiquario inglese quale scuola italiana del XIX secolo. Fu riconosciuta e riportata in Italia per una mostra.
Nel 2001 scopre e pubblica un gruppo di lettere inedite intercorse fra l’artista Plinio Nomellini e il gerarca fascista Lelio Ricci.
Dal 2008 al 2010 è stato consulente per le iniziative culturali dell’assessorato al turismo del Comune di Montecatini Terme,
collaborando inoltre con la Società Terme e l’Ufficio di Gabinetto e gli Uffici del Ministro e dei Sottosegretari di Stato del Ministero per i Beni e le Attività Culturali.
Nel 2008 porta alla luce “l’Archivio Boldini-Cardona”, ritenuto fino a allora disperso, nel quale sono conservate 370 fra fotografie e lettere inedite che documentano, fra l’altro, il rapporto extraconiugale fra Emilia Cardona Boldini e lo scultore Francesco La Monaca. La giornalista piemontese Emilia Cardona, all’età di 28 anni, aveva sposato a Parigi l’ottantanovenne Giovanni Boldini. La pubblicazione di questi documenti ha gettato un’ombra sulla figura di filantropa della scrittrice, accendendo il sospetto che si trattasse di una donna fredda e calcolatrice, interessata alla cospicua eredità poi lasciatagli dal maestro italo-francese.
Dal 2013 al 2015 è stato presidente nazionale di Area Cultura Conflavoro PMI. Nel 2015 presidente del comitato scientifico della mostra Bell’Italia, promossa dal Comune di Caorle.
È direttore scientifico del Butterfly Institute Fine Art di Lugano, direttore scientifico del Dipartimento dipinti del XIX secolo della Casa d’aste Cambi di Genova, Milano, Londra, presidente del Museo archives Giovanni Boldini Macchiaioli, membro del Comitato d’onore del Capri Awards Foundation di New York. Nel 2013 riceve il Premio Foedus alla carriera e dal 2015 è stato chiamato a far parte del board della Fondazione Foedus in qualità di socio fondatore e membro del Comitato scientifico.
Nel 2017 cura la sua quarta mostra dedicata a Boldini alla Reggia di Venaria di cui ha illustrato il percorso espositivo anche in un documentario di Sky Arte.
Nel gennaio 2019 presiede il convegno internazionale su Giovanni Boldini al Senato, introdotto dal saluto istituzionale del Presidente del Consiglio Giuseppe Conte, patrocinato dalla stessa presidenza e dal MiBAC. Nello stesso mese è stato invitato a proclamare una lectio magistralis su Giovanni Boldini all’Università LUMSA di Roma e successivamente ha ricevuto a Firenze il Premio Pontevecchio.
Dopo 19 anni di studi e ricerche a luglio 2019 pubblica il Catalogo generale ragionato di Telemaco Signorini (comprendente l'epistolario edito e inedito), l'artista macchiaiolo del quale non era mai stata tentata prima una catalogazione completa delle opere.
A marzo 2020, in un’intervista rilasciata a Gianluca Nicoletti a Radio24 ha rivelato di essere affetto da ADHD. Partecipa al film sul rapporto fra arte e autismo "Tommy e i cervelli ribelli"  prodotto da Sky, nel ruolo di sé stesso.
Nello stesso mese la città di Ferrara lo nomina direttore del "Comitato di studio per le celebrazioni del novantesimo anno dalla morte di Giovanni Boldini" (2021), composto da 13 storici dell’arte di chiara fama e il cui presidente è Vittorio Sgarbi. Il 10 aprile con lo stesso Sgarbi firma un appello sul Corriere della Sera per la riapertura dei musei chiusi a causa dell’emergenza Coronavirus.
Nell'autunno-inverno 2020-2021, al Museo Mart di Rovereto, co-cura la mostra “Boldini. Il piacere”,  ideata da Vittorio Sgarbi, con il contributo critico di Giordano Bruno Guerri. Nel testo del catalogo approfondisce i rapporti fra Boldini e d’Annunzio,  pubblicando un suo carteggio inedito e segreto, portando inoltre per la prima volta alla luce il debito concettuale e stilistico del poeta nei confronti del “fortunysmo”, la corrente pittorica facente capo all’artista spagnolo Marià Fortuny i Marsal.
A gennaio 2021 collabora alla curatela della mostra allestita al Castello Estense di Ferrara: “Boldini, dal disegno al dipinto, attorno alla contessa de Leusse”. A maggio 2022 riceve il premio Marta per la cultura.

## Curatela di mostre
- 1999, Mostra culturale: Antologia dei Macchiaioli, Pistoia, Palazzo Comunale, Promossa dal Comune di Pistoia.
- 2000, Mostra culturale: Lodovico Tommasi grafico, Saletta d’Arte Viviani, Pisa.
- 2001, Montecatini Terme, I Post Macchiaioli, Galleria Mediarte.
- 2007, Mostra culturale: Renato Natali, Galleria Rotini, Castiglioncello.
- 2008, Mostra Culturale: Boldini Mon Amour, Terme Tamerici, Montecatini Terme, Promossa dal Comune di Montecatini Terme, Regione Toscana, Ministero per i Beni e le Attività Culturali.[37]
- 2009-2010, Mostra Culturale: Il Nuovo dopo la Macchia, Terme Tamerici, Montecatini Terme, promossa dal Comune di Montecatini Terme, Regione Toscana, Ministero per i Beni e le Attività Culturali.[38]
- 2011, Mostra Culturale: Signorini e il suo tempo, Milano, Spazio Techa.
- 2011, Mostra culturale: Boldini e la Belle Époque, Villa Olmo, Como, promossa dal Comune di Como.[39][40][41]
- 2013, Mostra culturale: Cabianca, Butterfly Institute Fine Art, Lugano.
- 2014, Fattori & Friends, Butterfly Institute Fine Art, Lugano.
- 2015, Boldini e il suo tempo, Butterfly Institute Fine Art, Lugano.
- 2017, Giovanni Boldini, Arthemisia Group, Complesso del Vittoriano, Roma.[42]
- 2017-18, Giovanni Boldini – genio e pittura, Arthemisia Group, Reggia di Venaria (TO).[26][43][44]
- 2020-21, Boldini. Il Piacere, Museo Mart, Rovereto
- 2021, Boldini, dal disegno al dipinto, attorno alla contessa de Leusse, Castello Estense, Ferrara
- 2021-22, Giovanni Boldini, lo sguardo nell'anima, Palazzo Albergati, Bologna
- 2021-22, I Macchiaioli, l'avventura dell'arte moderna, dalla "macchia" al naturalismo, Palazzo Mazzetti, Asti

## Opere
- T. Panconi, E. Gariboldi,  La geometricità fluttuante, Firenze, 1993, Offset Di Grazia, Montecatini Terme.
- T. Panconi, Garcia y Ramos e il mercato di Siviglia, Firenze, 1997.
- T. Panconi, Giovanni Boldini, L’uomo e la pittura, Pisa, Pacini Editore, 1998. ISBN 8877812141.
- T. Panconi, Antologia dei Macchiaioli, la trasformazione sociale e artistica nella Toscana di metà Ottocento, Pisa, Pacini Editore, 1999.
- T. Panconi, I Post-Macchiaioli, Montecatini Terme, Mediarte, 1999.
- T. Panconi, I Macchiaioli, dipinti inediti o poco conosciuti, Pisa, Pacini Editore, 1999.
- T. Panconi, V. Quercioli, Lodovico Tommasi grafico, Pontedera, Bandecchi & Vivaldi, 1999.
- T. Panconi, V. Gavioli, F. Marini, Vito D’Ancona, La pittura storica, Pisa, Pacini Editore, 2000.
- T. Panconi, Plinio Nomellini, Corrispondenza inedita, Pisa, Pacini Editore, 2001.
- T. Panconi, Giovanni Boldini, L’opera completa (catalogo generale ragionato), Firenze, Edifir, 2002. ISBN 9788879701525.
- T. Panconi, L’Ottocento, indagini etiche e estetiche per il collezionista d’arte, Pisa, Pacini Editore, 2005. ISBN 8877817305.
- T. Panconi, C. Rotini, C. Di Cesare, Renato Natali, catalogo della Mostra, Poggibonsi, Carlo Cambi Editore, 2007. ISBN 8888482660.
- T. Panconi (a cura di), Il Nuovo dopo la Macchia, origini e affermazione del Naturalismo Toscano, Pisa, Pacini Editore, 2008, 1ª ediz. ISBN 8877819936.
- T. Panconi, A. Murphy, Boldini, Torino, Galleria Robilant + Voena, 2008.
- T. Panconi (a cura di), Boldini Mon Amour, con presentazione del Ministro per i Beni e le attività Culturali S. Bondi e contributi critici di L. Angiolino, Pisa, Pacini Editore, 2008. ISBN 8863150338.
- T. Panconi (a cura di), Il Nuovo dopo la Macchia, origini e affermazione del Naturalismo Toscano, con presentazione del Ministro per i Beni e le attività Culturali S. Bondi e contributi critici di L. Angiolino, Pisa, Pacini Editore, 2009. ISBN 9788863151350.
- T. Panconi (a cura di), Signorini e il suo tempo, Pistoia, 2011.
- T. Panconi, S. Gaddi (a cura di), Boldini e la Belle Èpoque, Cinisello Balsamo, Silvana Editoriale, 2011. ISBN 9788836620173.
- A. Tiberto Beluffi, introduzione di T. Panconi, La saga dei Simi, Viareggio, Arti grafiche Pezzini, 2013.
- M. Vanni, S. Cecchetto, con introduzione di T. Panconi, Signorini, Lega, Fattori e i Macchiaioli del Caffè Michelangelo, ribelli si nasce, Lucca 2014.
- Dipinti del 19º e 20º secolo, Cambi Casa d'Aste; catalogo a cura di Tiziano Panconi, Sebastian Cambi, Genova, 2014.
- T. Panconi, S. Cecchetto, E. Manzato, L. Turchi, Bell’Italia, La pittura di paesaggio dai Macchiaioli ai Neovedutisti veneti, 1850-1950, Venezia, Marsilio, 2015. ISBN 8831722670.
- T. Panconi, Boldini e il suo tempo, con contributi critici di L. Angiolino, Lugano, Butterfly Institute, Fine Art 2015.
- A. Celi, con introduzione di T. Panconi, Maria Teresa Mazzei Fabbricotti, Firenze, Pagliai Polistampa, 2016. ISBN 8859610141.
- Giovanni Boldini, T. Panconi e S. Gaddi (a cura di), con presentazione del Ministro per i beni culturali e il turismo D. Franceschini, Milano, Skira, 2017. ISBN 8857235416.
- Giovanni Boldini, Genio e pittura, T. Panconi e S. Gaddi (a cura di), con presentazione del Ministro per i beni culturali e il turismo D. Franceschini, Milano, Skira, 2017, ISBN 9788857236988
- T. Panconi, Boldini e il ritratto Belle Epoque, in Boldini e il ritratto di Donna Franca Florio, a cura di M. Smolizza, Milano, Electa-Mondadori, 2018, ISBN 9788891816474
- T. Panconi, Telemaco Signorini, Catalogo generale ragionato delle opere dipinte, edito da Museo archives Giovanni Boldini Macchiaioli, Pistoia, luglio 2019, ISBN 979-12-200-5114-9
- a cura di T. Panconi e B. Avanzi, con introduzione di V. Sgarbi, Giovanni Boldini. Il Piacere, catalogo della mostra al Museo Mart di Rovereto, Sagep Editori, Genova, 2020, ISBN 978-88-6373-734-9
- a cura di V. Sgarbi, P. Di Natale, V. Gisella, T. Panconi, Boldini, dal disegno al dipinto, attorno alla contessa de Leusse, catalogo della mostra , Edizioni Ferrara Arte, Ferrara, 2021, ISBN 978-88-89793-49-7